# Kabupaten de Sikka
Sikka es un kabupaten (distrito o regencia) de la isla de Flores, provincia de Nusa Tenggara Oriental, Indonesia. Tiene un territorio de 1.731,92 km² y una población, en el año 2008, de 278.628 habitantes. La capital es Maumere.
- Datos: Q14150
- Multimedia: Sikka Regency / Q14150